# 23473 Фосс
23473 Фосс (23473 Voss) — астероїд головного поясу, відкритий 11 жовтня 1990 року.
Тіссеранів параметр щодо Юпітера — 3,345.
Названо на честь німецького поета та перекладача Йоганна Генріха Фосса (нім. Johann Heinrich Voss, 1751-1826).